# August-Exter-Straße 34

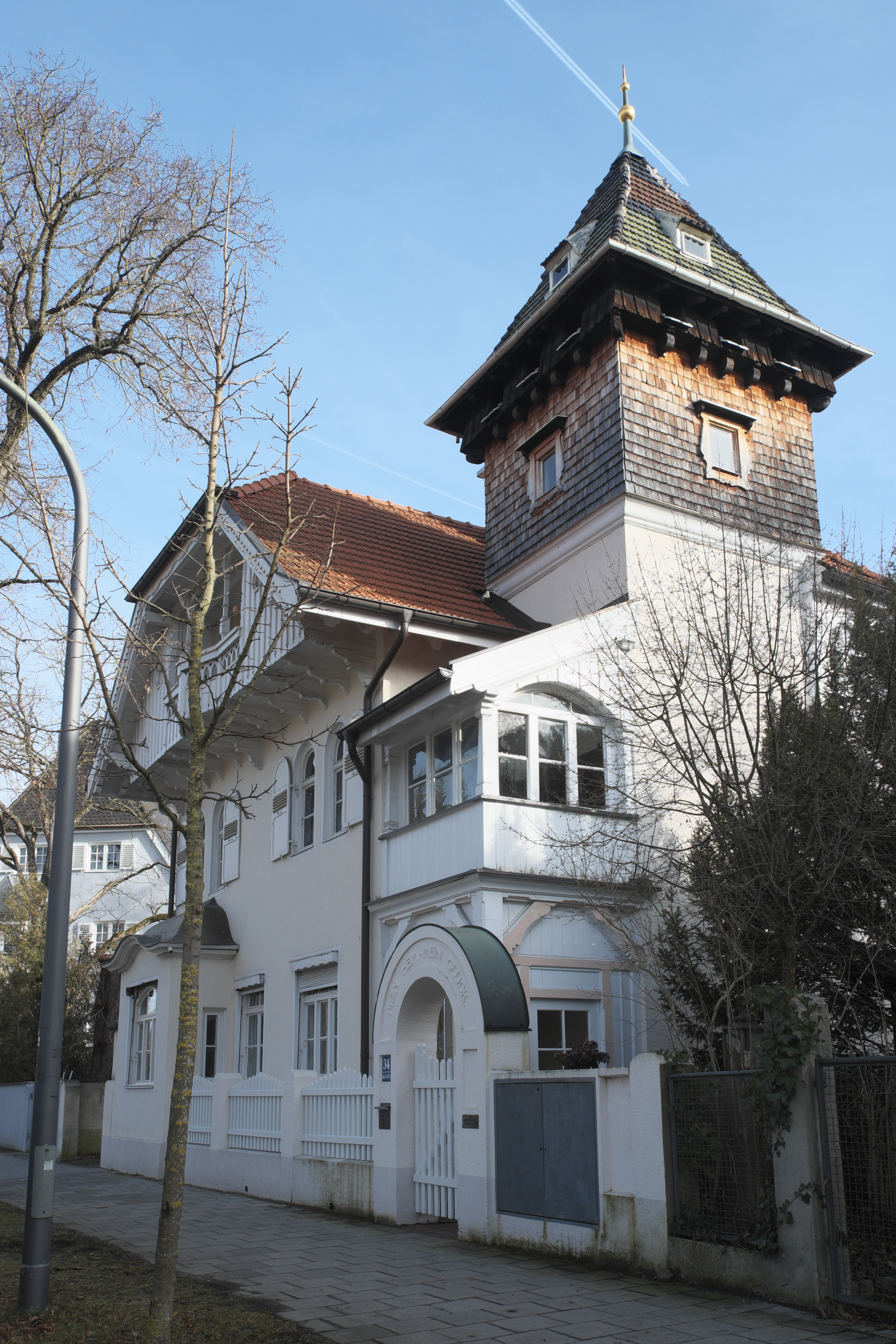
Haus August-Exter-Straße 34 im Stadtteil Pasing von München

Das Gebäude August-Exter-Straße 34 im Stadtteil Pasing der bayerischen Landeshauptstadt München wurde um 1895 errichtet. Die Villa in der August-Exter-Straße, die zur Erstbebauung der Villenkolonie Pasing I gehört, ist ein geschütztes Baudenkmal.
Das Haus im Landhausstil wurde nach Plänen des Büros von August Exter erbaut. Die breite Villa mit Bodenerker und doppelten Obergeschossfenstern besitzt einen seitlichen Anbau. In einigen Details wurde das Haus im 20. Jahrhundert verändert.